# Ischnura jeanyvesmeyeri
Ischnura jeanyvesmeyeri – gatunek ważki z rodziny łątkowatych (Coenagrionidae).